# Forum politique mondial
Le Forum politique mondial « État moderne  : normes de la démocratie et critères de l’efficacité »  est la plate-forme intellectuelle internationale permanente servant à la discussion et la définition pratique des tendances de l’évolution de l’état moderne, de son rôle dans l’assurance de la sécurité et de la stabilité du monde actuel.
Le Forum politique mondial  « État moderne : normes de la démocratie et critères de l’efficacité » de 2010 continuera la discussion commencée en 2009 à la Conférence internationale « État moderne et sécurité globale » au sujet de ce comment un état moderne doit être, comment il doit évoluer et agir afin d’assurer d’un côté les libertés démocratiques et le bien-être de ses citoyens  et un ordre mondial juste et stable de l’autre.
Le président de la fédération de Russie Dmitri Medvedev, le Premier ministre français François Fillon et le premier ministre espagnol José Luis Rodríguez Zapatero ainsi que plus de 500 hommes politiques et publics compétents, experts, représentants du business, de la science et de l’éducation de 20 pays du monde ont pris part au travail de la Conférence internationale de 2009.
Le Forum politique mondial « État moderne : normes de la démocratie et critères de l’efficacité » est organisé en conformité avec l’ordonnance du président de la fédération de Russie N° 86-рп en date du 14 février 2010 « Sur l’organisation du Forum politique mondial » et se déroule dans la ville russe ancienne d’Iaroslavl, qui fête en 2010 son millénaire. Le Forum politique mondial se tient du 9 au 10 septembre 2010.
Les organisateurs du Forum politique mondial « État moderne : normes de la démocratie et critères de l’efficacité » sont Institut de la projection publique, Institut du développement moderne, Université d’état Démidov d’Iaroslavl.
Les langues de travail du Forum politique mondial « État moderne : normes de la démocratie et critères de l’efficacité » sont : russe, anglais, allemand, espagnol, italien, français, chinois, sud-coréen, japonais.

## Organisateurs
1. Institut de la projection publique (IPP)
2. Institut du développement moderne (IDM)
3. Université d’état Démidov d’Iaroslavl (UEDYa)

## Programme du Forum politique mondial «État moderne: normes de la démocratie et critères de l’efficacité»
L’objectif principal du Forum politique mondial « État moderne : normes de la démocratie et critères de l’efficacité » est d’analyser le niveau de l’efficacité des états démocratiques modernes et de définir les critères de l’évaluation de cette efficacité ; de définir les normes des démocraties modernes et le rôle de l’état moderne dans la formation des mécanismes de réaction aux nouveaux défis à la communauté mondiale dans le cadre des systèmes de sécurité régionaux et globaux.
Dans le cadre du Forum politique mondial – 2010, quatre ateliers suivants travailleront :
I.  « État comme outil de la modernisation technologique » ;
II.  « Normes de la démocratie et diversité de l’expérience démocratique » ;
III.  « Nouveaux défis et conception du droit international » ;
IV.  « Systèmes régionaux de la sécurité globale ».
Le programme du Forum politique mondial « État moderne : normes de la démocratie et critères de l’efficacité » prévoit aussi une réunion inter-atelier au sujet du Traité sur la sécurité européenne.
I. L’atelier  « État comme outil de la modernisation technologique » est consacré à l’étude des problèmes actuels de la modernisation des économies nationales, des questions du développement de l’infrastructure de haute technologie, de la rénovation qualitative du domaine industriel en entier. 
Présentement, la nécessité de la modernisation technologique est une des questions-clé de l’état moderne. L’état moderne est l’outil-clé de la modernisation technologique indépendamment des modèles de développement initiaux. L’échange de expérience internationale devient un maillon indispensable pour la définition des méthodes et des outils de développement les plus efficaces y compris pour la Russie selon les options prioritaires de la modernisation indiquées par le président de la fédération de Russie Medvédev D.A. : efficacité énergétique et développement de nouveaux types de combustible ; développement de l’énergie nucléaire ; technologies informatiques et spatiales ; santé publique et fabrication des médicaments. 

Le modérateur de l’atelier est Valéry Fadéev, le directeur général de l’Institut de la projection publique, le président de la commission de la Chambre publique de la fédération de Russie pour le développement économique et l’aide à l’entreprise.
II.  L’atelier  « Normes de la démocratie et diversité de l’expérience démocratique » est consacré à l’analyse de l’efficacité des pratiques différentes de la construction des états démocratiques. La thèse principale de l’atelier est le droit irréfutable de chaque état à sa propre voie du développement démocratique : si le modèle de démocratie adopté dans un état particulier répond aux intérêts de ses citoyens, cet état est pleinement sécuritaire pour les pays voisins et le monde entier.
Le modérateur de l’atelier est Gleb Pavloskï, le président de l’Institut russe, le rédacteur en chef des éditions « Europe ».
III.  L’atelier « Nouveaux défis et conception du droit international » est une plate-forme de discussion ouverte à des points de vue et conceptions différents sur les voies de perfectionnement de la base juridique internationale existante, les mécanismes et les pratiques de réglage de la coopération entre des entités différentes des rapports internationaux.
L’objectif final des participants de cet atelier est de préparer les positions conceptuelles visant le renforcement de la base régulatrice des rapports internationaux, l’assainissement de l’ordre juridique international aux fins d’assurer un monde plus sécuritaire et le développement stable des états.
Le modérateur de l’atelier « Nouveaux défis et conception du droit international » est Iosif Diskin, le coprésident du Conseil sur la stratégie nationale, membre de la Chambre publique de la fédération de Russie.
IV. Le problème principal à discuter à L’atelier  « Systèmes régionaux de la sécurité globale » est le rôle et la place des états modernes dans l’assurance de la sécurité globale et régionale – l’une des questions à l’ordre du jour de la communauté mondiale. L’atelier est consacré à la recherche d’un modèle actualisé du partenariat inter étatique dans le but de l’élimination des menaces communes à la sécurité régionale et globale, la recherche des remèdes aux menaces les plus douloureuses pour la communauté mondiale ainsi qu’à la construction des modèles d’un dialogue entre les civilisations et les nations.  

L’objectif principal des participants de cet atelier est d’analyser les structures et les mécanismes d’assurance de la sécurité régionale et globale ainsi que de fixer les paramètres d’une nouvelle architecture assurant la sécurité du monde moderne compte tenu des conditions et des exigences du XXIe siècle. 
Le modérateur de l’atelier « Systèmes régionaux de la sécurité globale » est Igor Yurguens, le président du conseil d’administration de l’Institut du développement moderne, membre  de la Chambre publique de la fédération de Russie.

## Conférence internationale «État moderne et sécurité globale», le 14 septembre 2009, la ville d’Iaroslavl
Le président de la fédération de Russie D.A. Medvédev, le premier ministre espagnol J.-L. Rodrigues Sapatéro, le Premier ministre français François Fillon ont pris part au travail de la conférence internationale.
Les participants de la conférence internationale ont discuté les nouvelles normes de la construction étatique et de la démocratie ainsi que ce comment un état moderne doit être, comment il doit évoluer et agir afin d’assurer d’un côté les libertés démocratiques et le bien-être de ses citoyens et apporter son obole dans la sécurité globale de l’autre.
A Iaroslavl se sont réunis plus de 550 représentants de 18 pays : Russie, Autriche, Grande-Bretagne, Hongrie, Allemagne, Danemark, Iran, Espagne, Italie, Canada, Chine, Pologne, Slovaquie, États-Unis, Turquie, France, Sri Lanka, Japon.
Le 14 septembre 2009, les quatre plates-formes de discussion – ateliers suivants ont travaillé au sein de la conférence internationale :
Atelier 1 : « Responsabilité sociale de l’état moderne comme facteur de la stabilité globale ».
Atelier 2 : « État moderne : diversité de l’expérience démocratique ».
Atelier 3 : « Coopération inter-étatique et efficacité des institutions globales ».
Atelier 4 : « État moderne contre le terrorisme, le séparatisme et la xénophobie ».
Le travail de la conférence internationale était suivi par plus de 400 reporters de 156 chaînes de télévision et stations radio, mass média imprimés et Internet de différents pays du monde.
Le site Internet de la conférence internationale « État moderne et sécurité globale » ayant eu lieu le 14 septembre 2009 à Iaroslavl.

## Plate-forme du Forum politique mondial: Russie, Iaroslavl
Iaroslavl est une ville russe ancienne fondée par le prince Iaroslav le Sage, le fils du baptiseur de la Russie – le prince Vladimir. L’histoire millénaire d’Iaroslavl a commencé en 1010 quand à l’endroit du confluent du fleuve Volga avec la rivière Kotorosl, pour la défense de la voie d’eau menant vers l’une des plus grandes villes de cette époque Rostov et pour le développement du commerce, une petite forteresse en bois a été construite. Iaroslavl est devenue la première ville chrétienne au bord de la Volga s’étant vite transformé en un centre important politique et administratif, culturel, commercial et artisanal et plus tard – en un centre industriel important.
Iaroslavl joue un rôle particulier dans l’histoire de la Russie. Il a été un allié de Moscou dans son aspiration à la réunion des terres russes autour de la capitale, a été un des piliers de la formation de l’État russe, de la formation de la conscience nationale et de la société civile. En 1380, les détachements d’Iaroslavl ont pris part à la bataille historique Kouikovskaïa. Au cours de la lutte contre l’intervention polonaise et suédoise, en 1612, Iaroslavl est devenu la capitale provisoire de la Russie. Ici, on a créé une autorité gouvernementale de toute la Russie – le « Conseil de la terre tout entière ». À partir des murs du monastère Spasso-Préobragenskï, la levée en masse sous le commandement des habitants de Nijni Novgorod Minin et Pogearskï est partie à Moscou pour lutter contre les envahisseurs polonais.
La mission historique d’Iaroslavl est immortalisée sur les armes de la ville qui représente un écusson en argent sur lequel se trouve un ours dressé sur ses pattes de derrière – symbole de la prévoyance et de la force. Dans ses pattes, l’ours tient une hache d’or, tandis que l’écusson est couronné du Chapeau de Monomakh. La représentation du Chapeau de Monomakh sur les armes était un signe distinctif des villes historiques ayant été la résidence des grands-ducs régnants.
Iaroslavl est une ville avec un riche patrimoine culturel. Au XVIIe siècle, les monuments remarquables d’histoire, d’architecture, de peinture ont été érigés à Iaroslavl : les églises de Nicolas Nadéine, de Nativité du Christ, d’Ilia le Prophète, de Jean le Précurseur, de Jean le Chrisostome etc. représentant l’école d’architecture et de peinture d’Iaroslavl. Au XVIIIe siècle, à Iaroslavl, on a inauguré le premier théâtre national à la portée de tout le monde en Russie sur les tréteaux duquel se produisaient les acteurs célèbres russes tels que : Strépétova P.A.,  Chtchepkin M.S., Moskvin I.M., Iermolova M.N., Stanislavskï C.S., Katchalov V.I. Un peu plus tard, le premier magazine provincial russe a vu le jour. C’est à Iaroslavl qu’on a découvert le manuscrit du monument le plus célèbre de la littérature russe médiévale – « Slovo o polku Igoreve » (« le Dit de la compagnie d'Igor ») et on a sauvegardé 3 des 20 icônes les plus anciennes.
Le destin de beaucoup de grands hommes est lié avec Iaroslavl. Le ténor d’opéra remarquable Léonid Sobolev est né ici. Le grand poète et l’écrivain russe Nicolas Nekrassov a passé ici son enfance et sa jeunesse. Iaroslavl garde la mémoire du fondateur de la science pédagogique Constantin Oushinskï, du peintre Alexis Savrassov. Au XXe sciècle, Iaroslavl a offert au monde la première femme-cosmonaute Valentina Térechkova. Le dessinateur Alexandre Petrov devenu en l’an 2000 lauréat du prix Oscar pour son film d’animation « Le vieillard et le mer » a étudié à l’école des beaux arts d’Iarislavl.
L’Iaroslavl actuel est le plus grand centre industriel et culturel sur la Volga comptant plus de 630 mille habitants. Les entreprises de la ville fournissent des moteurs automobile et tracteur, des produits pétroliers, des moteurs électriques, des produits techniques d’amiante, des tissus techniques, des peintures et vernis. 18 instituts de recherches scientifiques et d’études fonctionnent actuellement à Iaroslavl grâce auxquels les habitants d’Iaroslavl ont donné aux époques historiques différentes le premier camion russe, le premier trolleybus russe, le premier caoutchouc synthétique dans le monde, le premier moteur Diesel russe.
Dans la ville fonctionnent : l’université d’État Démidov d’Iaroslavl, l’université technique, l’université pédagogique Ouchinskï, l’Académie de médecine, l’École militaire supérieure antiaérienne et de missiles et l’École militaire supérieure de finances, 86 écoles d’enseignement général et 24 écoles sportives.
Iaroslavl fait partie de huit villes composant l'anneau d’or de Russie – l’itinéraire touristique célèbre passant par les centres des métiers artisanaux ayant sauvegardé les témoignages de l’histoire et de la culture médiévale. Le centre-ville historique d’Iaroslavl est un site du Patrimoine mondial de l’UNESCO. Il abrite 140 monuments d’architecture.